# Barka (Polska)
Barka – osada w Polsce, w województwie pomorskim, w powiecie starogardzkim, w gminie Skarszewy.
Wchodzi w skład sołectwa Jaroszewy.
Do 2023 miejscowość była częścią wsi Jaroszewy.
W latach 1975–1998 Barka administracyjnie należała do województwa gdańskiego.